# Ricky Fataar
Ricky Fataar (Durban, 5 settembre 1952) è un musicista sudafricano.
È noto soprattutto per essere stato membro dei Beach Boys tra il 1972 e il 1973 e collaborando con loro durante alcune parentesi negli anni successivi.
Egli è inoltre un rinomato musicista di sessione, negli anni ha lavorato, tra gli altri, con Bonnie Raitt, Elton John, Robert Palmer.

## Biografia
Ha fatto parte del gruppo musicale sudafricano The Flame prima di approdare nei Beach Boys nel 1972 insieme al chitarrista e compagno di band Blondie Chaplin. 
Fataar e Chaplin si distinsero, oltre che come ottimi musicisti live, anche come autori, firmando brani come Here She Comes e Hold on Dear Brother dell'album Carl and the Passions - "So Tough" del 1972.
Ricky lasciò il gruppo, insieme a Blondie Chaplin, nel 1973 quando i Beach Boys ridussero l'attività dal vivo e Brian rientrò a fare parte del gruppo a pieno titolo.
Ricky ha contribuito come session-man all'incisione del LP dei Beach Boys Keepin' the Summer Alive del 1980 prodotto da Bruce Johnston, e ai due album da solista di Dennis Wilson Pacific Ocean Blue e Bambu.
In campo cinematografico ha interpretato nel film parodia dei The Beatles All You Need Is Cash (conosciuto anche come The Rutles: All You Need Is Cash) il personaggio di Stig O'Hara (una parodia di George Harrison)